# Wasted…Again
Wasted…Again es un álbum recopilatorio de la banda estadounidense de hardcore punk, Black Flag, y fue puesto a la venta en 1987 por SST Records. Esta es una recopilación de "grandes éxitos" luego de la ruptura de la banda en 1986.

## Lista de canciones
Todas las canciones compuestas por Greg Ginn, excepto donde lo indica.
1. "Wasted" (Ginn/Keith Morris) – 0:51
2. "T.V. Party" – 3:31
3. "Six Pack" – 2:20
4. "I Don't Care" (Ginn/Morris) – 1:00
5. "I've Had It" – 1:24
6. "Jealous Again" – 1:52
7. "Slip It In" – 6:16
8. "Annihilate This Week" – 4:44
9. "Loose Nut" – 4:33
10. "Gimmie Gimmie Gimmie" – 2:00
11. "Louie, Louie" (Richard Berry) – 1:20
12. "Drinking and Driving" (Ginn/Henry Rollins) – 3:22

## Créditos
- Keith Morris – Voz en 1, 4–5, 10
- Ron Reyes – Voz en 6
- Dez Cadena – Voz en 3, 11, guitarra rítmica en 2
- Henry Rollins – Voz en 2, 7–9, 12
- Greg Ginn – Guitarra líder en todos los tracks
- Chuck Dukowski – Bajo en 1–6, 10–11
- Kira Roessler – Bajo en 7–9, 12
- Brian Migdol – Batería en 1, 4–5, 10
- ROBO - Batería en 2–3, 6, 11
- Bill Stevenson – Batería en 7–9, 12